# The Kid (film, 1950)
Pour les articles homonymes, voir The Kid.
Pour plus de détails, voir Fiche technique et Distribution.
The Kid ou Little Cheung (細路祥, Hanyu pinyin Xì Lù Xiáng, litt. Petit Cheung) est un film dramatique hongkongais réalisé par Feng Feng, sorti en 1950.

## Synopsis
L'histoire dramatique d'un jeune orphelin de 10 ans qui est élevé par son oncle.

## Fiche technique
- Titre original : The Kid
- Titre hongkongais : 細路祥 (Xì Lù Xiáng)
- Réalisation : Feng Feng
- Scénario : Tso Kea, d'après le personnage du manhua de Yuen Biu-Wan
- Photographie : Yuen Chang Sam
- Montage : Mang Lung
- Production : Leung Biu
- Société de production : Datong Film Company
- Société de distribution : Xingguang Film Company
- Pays d'origine : Hong Kong
- Langue originale : cantonais
- Format : noir et blanc
- Genre : drame
- Durée : 80 minutes
- Date de sortie : 
  - Hong Kong : 31 mai 1950

## Distribution
- Bruce Lee : Kid Cheung
- Lee Hoi-chuen : Hung Pak Ho
- Feng Feng : Flash Knife Lee
- Yee Chau Sui : oncle Ho
- Chan Wai-Yue : Lui Mei
- Yuen Po Wan : Boaster Chiu